# Capitaine Alatriste
Pour les articles homonymes, voir Alatriste.
Pour plus de détails, voir Fiche technique et Distribution.
Capitaine Alatriste (Alatriste) est un film d'aventures espagnol, réalisé par Agustín Díaz Yanes, avec Viggo Mortensen, Elena Anaya, Eduardo Noriega et Ariadna Gil, en 2006. C'est l'adaptation de la série de romans historiques Les Aventures du capitaine Alatriste d’Arturo Pérez-Reverte, composée de sept livres parus entre 1996 et 2012 et racontant les aventures de Diego Alatriste, soldat et mercenaire au service du roi Philippe IV d'Espagne au XVIIe siècle.
Le film est sorti le 1er septembre 2006 en Espagne, le 5 mars 2007 aux États-Unis et le 25 juin 2008 en France. Il a reçu un accueil mitigé dans la presse en France et aux États-Unis. Le film a remporté plusieurs prix Goyas.

## Synopsis
Dans l’Espagne impériale du Siècle d’Or, le Capitaine Diego Alatriste, soldat au service du roi Philippe IV (avant-dernier roi de la maison d’Autriche), lutte sur le front de Flandres pendant la Guerre de Quatre-Vingts Ans. Son compagnon d’armes, Lope Balboa est grièvement blessé lors d’une embuscade hollandaise. Avant de mourir, Balboa fait promettre à Alatriste que celui-ci veillera sur son fils, Iñigo, et le maintiendra à l’écart de la vie de soldat.
À son retour des Provinces-Unies, Diego se retrouve à Madrid au sein d’un Empire en plein déclin politique malgré la grande vitalité littéraire et artistique espagnole. Philippe IV, monarque dépourvu de charisme,  est manipulé par une Cour corrompue dominée par le comte-duc d’Olivares qui bénéficie de l’appui de l’Inquisition.
Là bas, Alatriste tente de gagner tant bien que mal sa vie en tant que mercenaire. Il est chargé de tuer, avec l’aide de l’Italien Gualderio Malatesta, deux étrangers de passage à Madrid. Cependant, pressentant qu’il s’agit d’un acte douteux, le Capitaine décide d’épargner la vie des deux hommes.
Apprenant par la suite l’identité des hommes à abattre, à savoir le prince de Galles et le duc de Buckingham, il comprend vite qu’il aura affaire à de vives représailles venant des hautes sphères espagnoles.
Dans ses aventures, il ne luttera pas seul et sera aidé par la belle María de Castro, maîtresse de Philippe IV, par ses inséparables compagnons de bataille et, bien entendu, par Iñigo Balboa, devenu pratiquement son fils d’adoption,.

## Fiche technique
- Titre original : Alatriste.
- Réalisateur : Agustín Díaz Yanes.
- Scénario : Agustín Díaz Yanes d'après les romans d'Arturo Pérez-Reverte
- Producteurs : Alvaro Augustín, Antonio Cardenal
- Directeur de la photographie : Paco Femenia
- Montage : Jose Salcedo
- Musique : Roque Baños
- Distribution : Metropolitan FilmExport
- Genre : Aventure, drame, romance, thriller, histoire, guerre
- Budget : 24 000 000 € [3]
- Pays :  Espagne
- Durée : 145 minutes

## Distribution

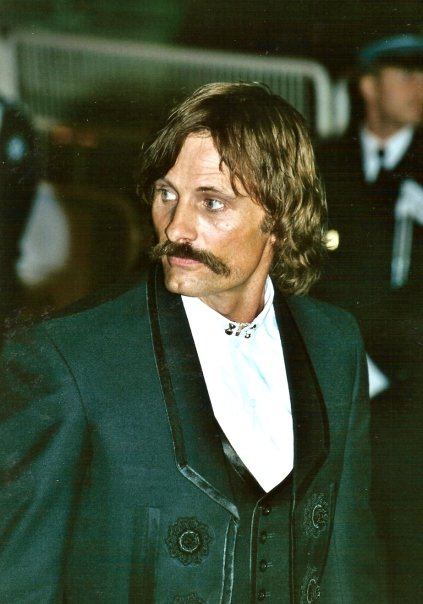
Viggo Mortensen au festival de Cannes en 2005.

- Viggo Mortensen (VF : Bernard Gabay) : capitaine Diego Alatriste y Tenorio.
- Javier Cámara : Gaspar de Guzmán, comte d'Olivares.
- Eduardo Noriega : comte de Guadalmedina.
- Juan Echanove : l'écrivain Francisco de Quevedo.
- Unax Ugalde : Íñigo de Balboa, page d'Alatriste.
- Elena Anaya : Angélica de Alquézar, menina de la reine.
- Nadia de Santiago : Angélica de Alquézar, à l'âge de 14 ans.
- Nacho Pérez (it) : Íñigo de Balboa, jeune homme.
- Ariadna Gil : Marie de Castro, actrice de théâtre.
- Francesc Garrido : l'huissier Martín Saldaña (substitué à Antonio Resines après que celui-ci a été victime d'un accident l'ayant empêché de participer).
- Eduard Fernández : Sebastián Copons, ami du capitaine.
- Blanca Portillo : un inquisiteur, le Frère Emilio Bocanegra. Bien que le réalisateur savait que ce rôle devait en principe être interprété par un homme.
- Paco Tous : Général Francisco de Melo.
- Jesús Castejón : Luis de Alquézar.
- Enrico Lo Verso (VF : Mathieu Buscatto) : Gualterio Malatesta, un spadassin italien.
- Pilar López de Ayala: femme de Malatesta.
- Antonio Dechent : Boulot le Gourdin, un collègue d'Alatriste.
- Pilar Bardem : religieuse.
- Álex O'Dogherty : Lope Balboa.
- Arturo Pérez-Reverte : (Caméo).

## Accueil critique
L'accueil réservé au film semble avoir été mitigé dans plusieurs pays. 
En France, Capitaine Alatriste reçoit un accueil tiède dans la presse. Consulté fin 2017, le site agrégateur de critiques Allociné confère au film une note de 2,7 sur 5 fondée sur 14 titres de presse. La plupart des critiques reprochent au film son scénario chaotique et son propos historique parfois pesant. La qualité du jeu de Viggo Mortensen divise les critiques. Les décors et costumes font en revanche l'objet de compliments.
Aux États-Unis, dans le Hollywood Reporter, le critique américain Michael Rechtshaffen indique : « le roman d'Arturo Perez-Reverte prend vie avec vivacité dans ce film épique superbement tourné quoique au rythme inégal. » Dans le magazine Variety, Jonathan Holland donne une critique globalement défavorable où il reproche lui aussi au film son scénario, qu'il juge trop épisodique et surchargé ; il apprécie cependant les qualités visuelles du film ainsi que la performance des acteurs espagnols.

## Box office
Au cours de son exploitation dans les salles de cinéma, Capitaine Alatriste cumule environ 22 940 000 dollars de recettes dans le monde, soit un taux de rentabilité de 96%.

## Récompenses
Le film a remporté 3 Prix Goyas en 2007, dans les catégories « Meilleurs Costumes », « Meilleur Décorateur » et « Meilleur Producteur ».